# ديانة لوفية

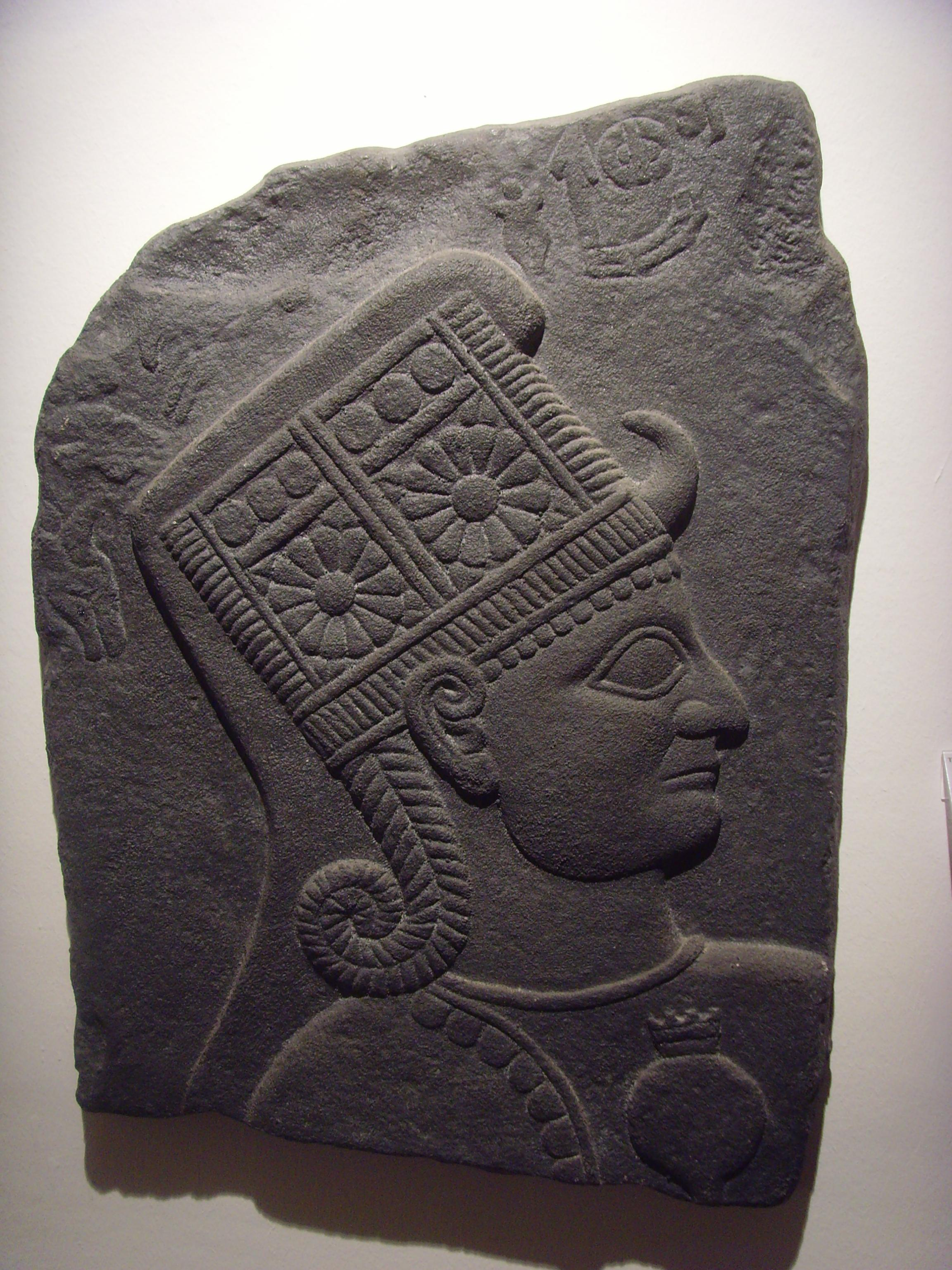

الديانة اللوفية هي المعتقدات والممارسات الدينية والأسطورية للوفيين، وهم شعب هندي أوروبي عاشوا في آسيا الصغرى، يمكن اكتشافها منذ العصر البرونزي حتى الإمبراطورية الرومانية المبكرة. تأثرت بشدة بالنفوذ الأجنبي في جميع الفترات ولا يمكن فصلها بوضوح عن الثقافات المجاورة، وخاصةً الديانة السورية والحورية. كان العنصر الهندو-أوروبي في الديانة اللوفية أقوى مما كان عليه في الديانة الحيثية المجاورة.

## التقسيم الزمني
يمكن تقسيم مدة الديانة اللوفية إلى فترتين: العصر البرونزي والعصر الحديدي أو أواخر العصر اللوفي. كان اللوفيون تحت سيطرة الحيثيين في أثناء العصر البرونزي. تحدثوا اللغة اللوفية، وهي من عائلة اللغة الحيثية. ورغم وجود نصوص هيروغليفية في العصر البرونزي، استخدمت للكتابة اللوفية، فلا يوجد سوى عدد قليل من النصوص الدينية المعروفة للوفيين من ذلك العصر.
بعد انهيار الإمبراطورية الحيثية، تشكلت العديد من الولايات اللوفية المتأخرة في شمال سوريا وجنوب الأناضول، والتي أصبحت تحت النفوذ الآرامي جزئيًا وغزاها الآشوريون بحلول القرن الثامن قبل الميلاد. شملت المراكز اللوفية المهمة في هذه الفترة كركميش وميليد وتابال.
يُشهد الدين اللوفي حتى الفترة الرومانية المبكرة في جنوب الأناضول، وخاصةً في كيليكيا، في الأسماء الشخصية الثيوفورية غالبًا.

### العصر البرونزي
يأتي أقدم دليل على اللوفيين من الأرشيف الآشوري القديم للتجار في كاروم كانيش (نحو 1900 قبل الميلاد)، إذ حمل بعض الأشخاص أسماء لوفية واضحة، بما في ذلك الأسماء الثيوفورية. تشير هذا إلى أن شانتا ورونتيا كانا يعبدان كآلهة في هذه الفترة.
تظهر أجزاء من اللغة اللوفية في طقوس الشعوذة غالبًا في النصوص الحيثية، ويُقصد بها جلب المطر أو شفاء المرضى. يُعطي ذلك دورًا مهمًا للإلهة كامروشيبا. ومع ذلك، تُشهد أيضًا عبادات محلية، مثل خيروشانا خوبيشنا (ايريجلى، قونية المعاصرة). يعود آلهة مدينة إيشتانوا، التي يعتقد أنها في منطقة نهر صقاريا، إلى المنطقة الدينية اللوفية.

### العصر الحديدي
ترك الحكام والتجار اللوفيون خلفهم العديد من النقوش، منذ القرن الحادي عشر قبل الميلاد فصاعدًا، والتي قدمت دليلًا غنيًا حول ديانة اللوفيين في العصر الحديدي. ومن بينها الرسوم التصويرية للآلهة، في شكل تماثيل أو نقوش صخرية على طراز النقوش الصخرية الحيثيّة. عُرفت العديد من الصور من ميليد بشكل خاص، والتي أنشأها ملك ورع في القرن العاشر. تُظهر النقوش الملك وهو يُقدم القرابين أمام عدد من الآلهة. يصور أحدها أيضًا صورة لمعركة إله الطقس مع شيطان يشبه الثعبان، والذي يُذكر بالأسطورة إيلويانكا الحيثية وأسطورة تايفوس اليونانية.

### الأناضول الكلاسيكية
وفقًا لأدلة الأسماء الشخصية الثيوفورية من الأناضول القديمة، وخاصةً قيليقية وليكاونيا، نجا الدين اللوفي في الفترة الرومانية. تُشهد عبادة ساندان في طرسوس، حيث يُعرّف مع هرقل. كانت مدينة كومانا الكبادوكية موقع عبادة ما/إنيو، وهي عبادة قديمة بالتأكيد، لكنها غير مرتبطة مباشرةً بأي إلهة لوفية أو حيثية معروفة. يمكن رؤية آثار مماثلة، ولكن مع اختلافات واضحة، في دين الليكيين والكاريانيين، الذين كانوا أقارب وثيقي الصلة للوفيين.

## الآلهة
تغيرت الآلهة اللوفية بمرور الوقت. يمكن الإشارة إلى ترهونت، وتيواد، وأرما، ورونتيا وشانتا على أنها آلهة لوفية نموذجية عُبدت دائمًا (ربما تنتمي كوبابا السورية أيضًا إلى هذه المجموعة). أصبح العنصر الحوري، الذي شمل التأثيرات السورية والبابلية، مرئيًا لاحقًا، مع آلهة مثل إيا، وهيباتو، وشاروما، وآلانزو وشاوسكا. على عكس الديانة الحيثية، لم يتأثر اللوفيون كثيرًا بدين الحيثيين. كان هناك أيضًا تأثير مباشر من الدين البابلي في العصر الحديدي، (مثل ماروتيكا= مردوخ) والدين الآرامي (باهالات = بعل/بلتس)، خاصةً في طريقة تصوير الآلهة.